# نوبهار (بجستان)
نوبهار (بالفارسية: نوبهار) هي قرية تقع في إيران في قسم بجستان الريفي. يقدر عدد سكانها بـ 19 نسمة بحسب إحصاء 2016.